# Явка избирателей
Я́вка избира́телей — отношение (выраженное, как правило, в процентах) числа избирателей, принявших участие в выборах, к общему количеству граждан, имеющих право на участие в этих выборах. Законодательством ряда стран установлен нижний порог явки избирателей, при недостижении которого выборы признаются несостоявшимися. С 1960 года существует тенденция к снижению показателей явки избирателей. Высокая явка считается положительным фактором и доказательством легитимности существующей системы.
В некоторых странах при подсчёте явки избирателей учитывают недействительные бюллетени. В России в 1989—1993 годах основным показателем явки был процент избирателей, принявших участие в голосовании (процент бюллетеней, извлечённых из избирательных ящиков). С 1995 года явка характеризуется процентом избирателей, принявших участие в выборах (процентом бюллетеней, выданных избирателям).
Примеры разных стран:
- Максимальная явка на выборах федерального уровня (не включая повторные и дополнительные выборы) в РФ составила 77,49 % на выборах Президента Российской Федерации в 2024 году. С результатом 76 277 708 голосов (87,28 %) победил Путин В. В. На этих же выборах проголосовало максимальное количество избирателей в абсолютном выражении, количество выданных бюллетеней составило 87 576 075 штук[источник не указан 396 дней].
- В Австралии и в Бельгии обязательное голосование, но явка избирателей ни разу не достигла 100 %[1].
- Самая большая явка за историю Германии была в 1990 году на парламентских выборах в ГДР. Явка составила 94,3 процента[источник не указан 3524 дня].
- Явка на президентских и парламентских выборах в США значительно ниже, чем в среднем по Европе. На президентских выборах явка избирателей с 1944 года колеблется в пределах 66,6 %[источник не указан 3524 дня].